# Xã Minnewaska, Quận Pope, Minnesota
Xã Minnewaska (tiếng Anh: Minnewaska Township) là một xã thuộc quận Pope, tiểu bang Minnesota, Hoa Kỳ. Năm 2010, dân số của xã này là 500 người.